# Dmytro Kocjubajlo
Dmytro Ivanovyč Kocjubajlo (ukrajinsky Дмитро Іванович Коцюбайло; 1. listopadu 1995 Zadnistrjanske, Ivanofrankivský rajón – 7. března 2023 Bachmut), známý pod svým volacím znakem Da Vinci, byl ukrajinský důstojník, účastník Euromajdanu, a první dobrovolník, který získal nejvyšší státní vyznamenání Hrdina Ukrajiny Řádu zlaté hvězdy ještě za svého života. V roce 2023 byl zabit ruským šrapnelem během bitvy o Bachmut.
Během války na Donbase bojoval v řadách Ukrajinského dobrovolnického sboru, vojenského křídla organizace Pravý sektor. Po začátku plnohodnotné ruské invaze vstoupil jako ostatní dobrovolníci do ozbrojených sil Ukrajiny, kde velel 1. mechanizovanému praporu „Da Vinciho vlci“ 67. samostatné mechanizované brigády.
V roce 2022 byl ukrajinskou verzí časopisu Forbes zařazen do žebříčku 30 pod 30: Tváře budoucnosti.

## Osobní život
Dmytro Kocjubajlo se narodil 1. listopadu 1995 ve vesnici Zadnistrjanske poblíž města oblastního významu Burštyn v Ivanofrankivské oblasti na Ukrajině. Podle své rodiny již od mala rád maloval, čemuž se věnoval i při studiu na Ivanofrankivském odborném stavebním lyceu, kde studoval výtvarnictví a maloval na papír, plátno i sklo. Amatérsky se také věnoval archeologii a sběratelství.
Kocjubajlo snil o tom, že se umění bude věnovat i profesionálně, na což nakonec nedošlo. Jeho pozdější volací znak Da Vinci je však inspirován právě jeho zájmem o výtvarné umění, specificky Leonarda Da Vinciho měl Kocjubajlo dle svých slov oblíbeného „pro jeho představivost, vynalézavost a otevřenost novým myšlenkám“.
Ještě jako student lycea se aktivně účastnil Euromajdanu, kde byl svědkem krvavých zásahů bezpečnostních složek věrných Viktoru Janukovyčovi.

### Rodinný život
Da Vinci pocházel z početné rodiny, měl pět sourozenců. Kromě starší sestry Marjany měl ještě mladšího bratra Ivana, dvojčata Oleksandru a Anhelinu a nejmladší sestru Karynu. K mladším sourozencům měl ochranářský vztah, staral se o ně už jako teenager a zájem o ně měl i během své vojenské kariéry. Sestry Oleksandra a Anhelina v rozhovoru vzpomínaly, že jim stále dával za příklad svou přítelkyni Alinu a chtěl, aby jako ona studovaly prestižní Ukrajinskou akademii leadershipu, což se jim nakonec skutečně povedlo. Když v roce 2017 rodině vyhořel dům a chtěla se z důvodu nedostatku finančních prostředků přestěhovat do městského bytu, Dmytro sehnal sponzory kteří rodině pomohli zafinancovat koupi domu na vesnici, kterou považoval pro dospívání sourozenců za vhodnější.
Od roku 2017 byl ve vztahu s Alinou Mychajlovou, zastupitelkou Kyjevské městské rady za stranu Holos, někdejší dobrovolnou záchranářkou praporu Špitálníci a později od roku 2017 vedoucí lékařské služby „ULF“ 1. samostatné útočné roty Ukrajinského dobrovolnického sboru.

### Ideologie
Jakožto člen Pravého sektoru se Dmytro Kocjubajlo označoval za nacionalistu, odmítal však spojování s rasismem či neonacismem. V rozhovoru pro The Independent v roce 2022 uvedl: „Jsme nacionalisté, já jsem nacionalista. Ale nejsme jako někteří jiní, kteří jsou neonacisté, bílí supremacisté a podobně. V této jednotce máme židy, muslimy, křesťany; neuvidíte nikoho s nacistickým nebo fašistickým tetováním nebo něčím podobným. Máme dobrovolníky ze spousty různých zemí; nezajímá nás, odkud lidé pocházejí, nebo jaké vyznávají náboženství.“
Podle Martina Ocknechta, dokumentaristy organizace Paměť národa, byl Kocjubajlo nacionalista zastávající vizi nezávislé suverénní Ukrajiny, která nebude v ruské vlivové zóně, ale ani nebude součástí EU a NATO. Ocknecht tvrdí, že měl Kocjubajlo na pažbě své pušky zářezy značící počet zlikvidovaných okupantů. Na dostupných snímcích nicméně má na svém AK-74 plastovou nebo kompozitní pažbu, na níž nic takového patrného není.
Za vítězství považoval jedině osvobození všech okupovaných území včetně Krymu a předpokládal, že definitivním řešením by byl až rozpad Ruské federace. Měl totiž za to, že ruská agrese není jen dílem Vladimira Putina, ale širší ruské společnosti.

## Vojenská kariéra

### Válka na Donbase

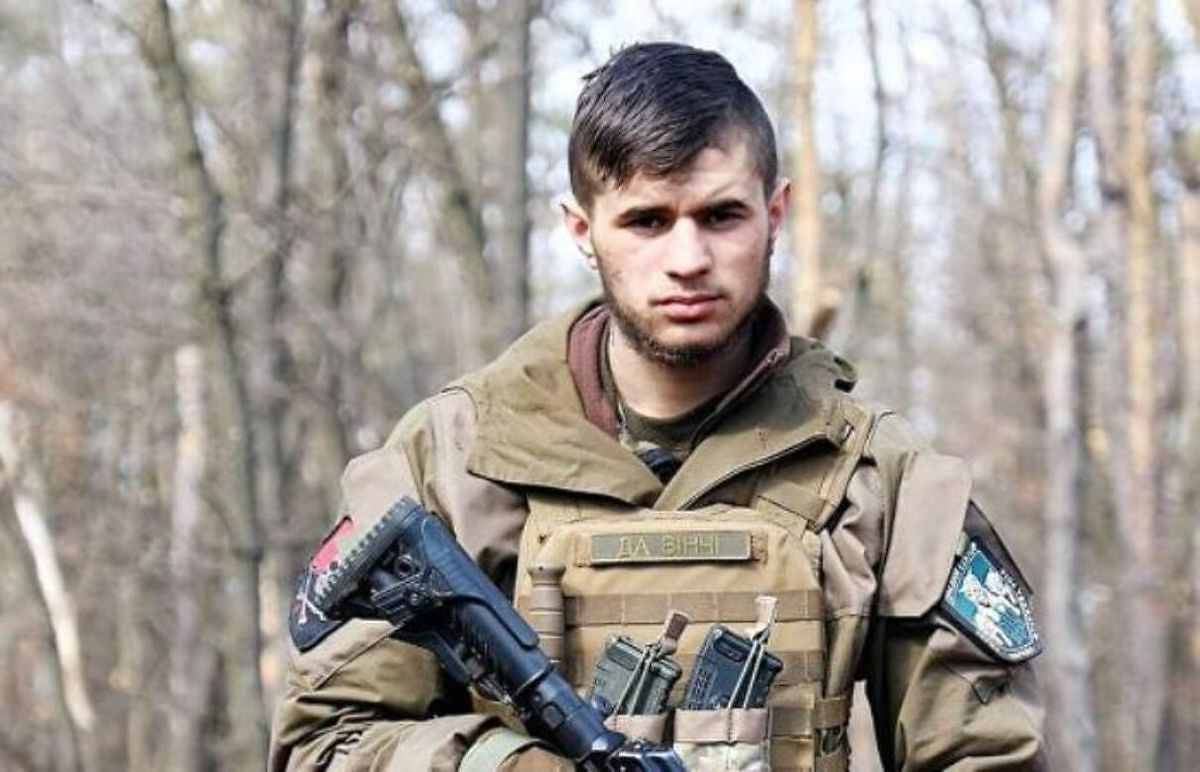
Nedatovaný snímek z doby před plnohodnotnou ruskou invazí

Brzy poté, co absolvoval lyceum, vstoupil do Ukrajinského dobrovolnického sboru (UDS) a absolvoval s ním vojenský výcvik poblíž Černihivu. Po jeho absolvování odjel ve svých osmnácti letech i přes protesty rodiny jako jeden z prvních dobrovolníků bojovat na východní Ukrajinu.
Na Donbase se v roce 2014 účastnil osvobození Karlivky (v Doněcké oblasti) a Avdijivky, bitvy o Savur-Mohylu, obrany Doněckého letiště a v zimě 2014 byl vážně zraněn v jedné z bitev o obec Pisky. Po třech měsících rekonvalescence se ale vrátil na frontovou linii.
Ještě v roce 2014 se stal velitelem jedné z čet UDS, o rok později byl povýšen na velitele 1. roty 5. útočného praporu. Ta se v srpnu 2015 vydělila z 5. útočného praporu a od března 2016 působila pod názvem 1. samostatná útočná rota „Da Vinciho vlci“, v jejímž čele Kocjubajlo stál.

### Plnohodnotná ruská invaze

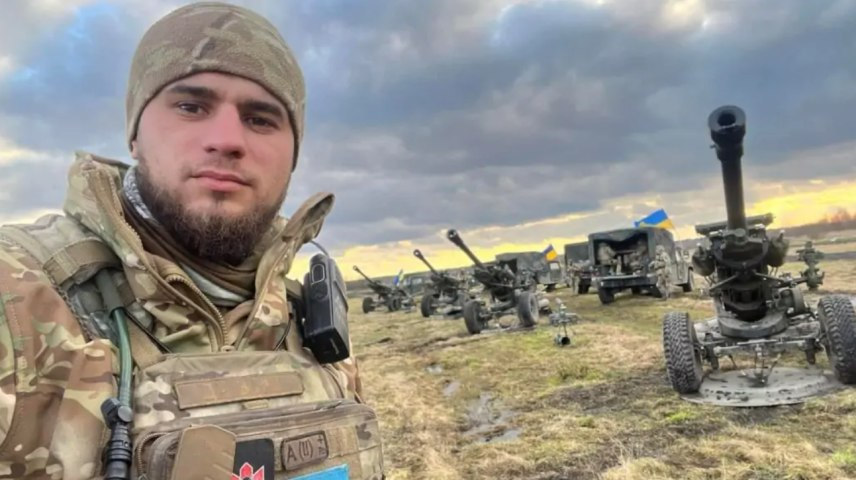
Snímek pravděpodobně z dělostřeleckého cvičení, Da Vinciho jednotka měla ještě jako dobrovolná i vlastní děla

Kocjubajla zastihla plnohodnotná ruská invaze s jeho jednotkou u obce Ščasťa v Luhanské oblasti, odkud se krátce poté přesunuli k Záporoží a účastnili se bojů poblíž Orichivu. Následně odjeli bránit Kyjev.
V dubnu 2022 rozhodlo velení Pravého sektoru, že se Ukrajinský dobrovolnický sbor zařadí do pravidelných ozbrojených sil Ukrajiny – něco, co skupina i Da Vinci osobně do té doby odmítala. Nyní však souhlasili, a to dle Da Vinciho slov zejména díky velké důvěře v tehdejšího náčelníka generálního štábu Valerije Zalužného. Paralelně s tím probíhal masivní nábor nových dobrovolníků a 1. samostatná útočná rota se záhy rozrostla na 1. samostatný mechanizovaný prapor, v jehož čele Da Vinci nadále stál. Ukrajinský dobrovolnický sbor krátce působil jako 7. centrum speciálních operací Ukrajinských sil speciálních operací (SSO), nicméně v listopadu 2022 byla většina původních bojovníků reorganizována do 67. samostatné mechanizované brigády Ukrajinských pozemních sil, což byl i případ praporu „Da Vinciho vlci“.
Prapor „Da Vinciho vlci“ se účastnil i osvobozování Balaklijy a Kupjansku během charkovské protiofenzivy a krátce poté se zapojil do bitvy o Cherson. Následovalo nasazení v okolí Soledaru a nakonec v obraně Bachmutu, během níž Kocjubajlo padl.

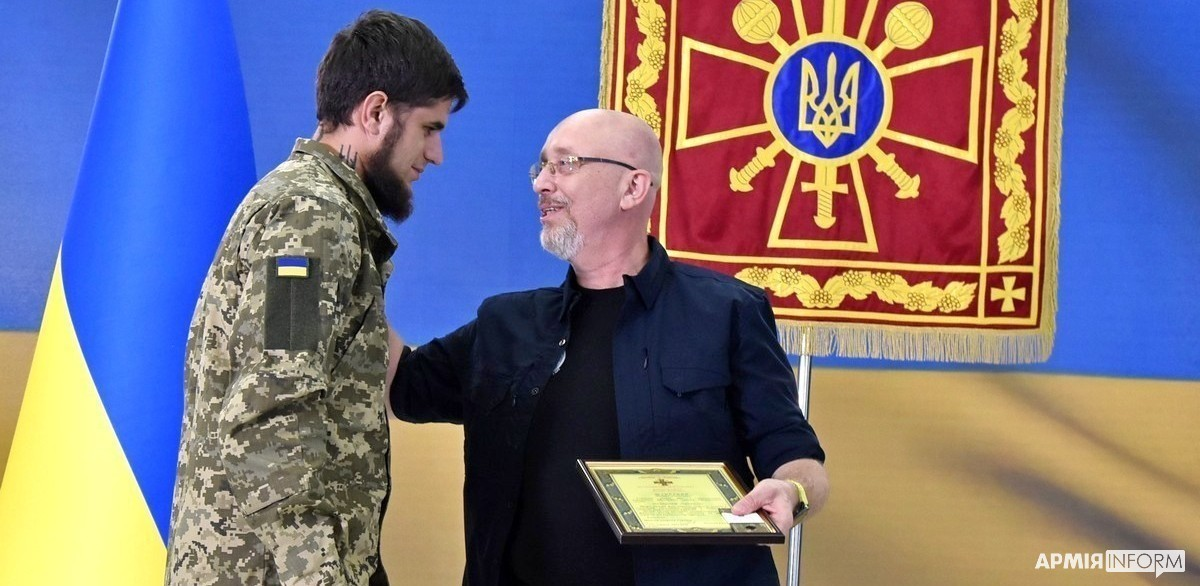
Při povyšovací ceremonii 23. srpna 2022, na snímku s ministrem obrany Reznikovem

### Hodnosti
Protože většinu své kariéry bojoval v dobrovolnické jednotce stojící mimo struktury oficiální sil, nemohl ani získávat oficiální hodnosti. První důstojnickou hodnost mladšího poručíka (přibližně ekvivalent podporučíka) tak obdržel až 23. srpna 2022.
Povýšení na poručíka se Dmytro Kocjubajlo dočkal až posmrtně v roce 2023.

## Smrt a odkaz
Dmytro Kocjubajlo zemřel dne 7. března 2023 bojích o Bachmut, poté co byl zasažen do krku šrapnelem z ruské rakety vystřelené salvovým raketometem BM-21 Grad. Dle svého spolubojovníka ještě stihl ohlásit zranění, záhy ale upadl do bezvědomí a během několika minut zemřel. Ještě téhož večera vydal ukrajinský prezident Volodymyr Zelenskyj své tradiční videoposelství, v němž vzdal Da Vincimu těmito slovy hold:
| „                     | Dnes padl v boji Dmytro Kocjubajlo „Da Vinci“, Hrdina Ukrajiny, dobrovolník, vzor mnoha mužů, muž odvahy. Bojovník 67. samostatné mechanizované brigády, velitel praporu. Padl v bitvě u Bachmutu, v bitvě o Ukrajinu. Od roku 2014 bránil naši nezávislost a důstojnost našeho lidu. Je jedním z nejmladších Hrdinů Ukrajiny. Jedním z těch, jejichž osobní historie, charakter a odvaha se navždy staly historií, charakterem a odvahou Ukrajiny. | “ |
| — Volodymyr Zelenskyj | |   |

### Pohřeb

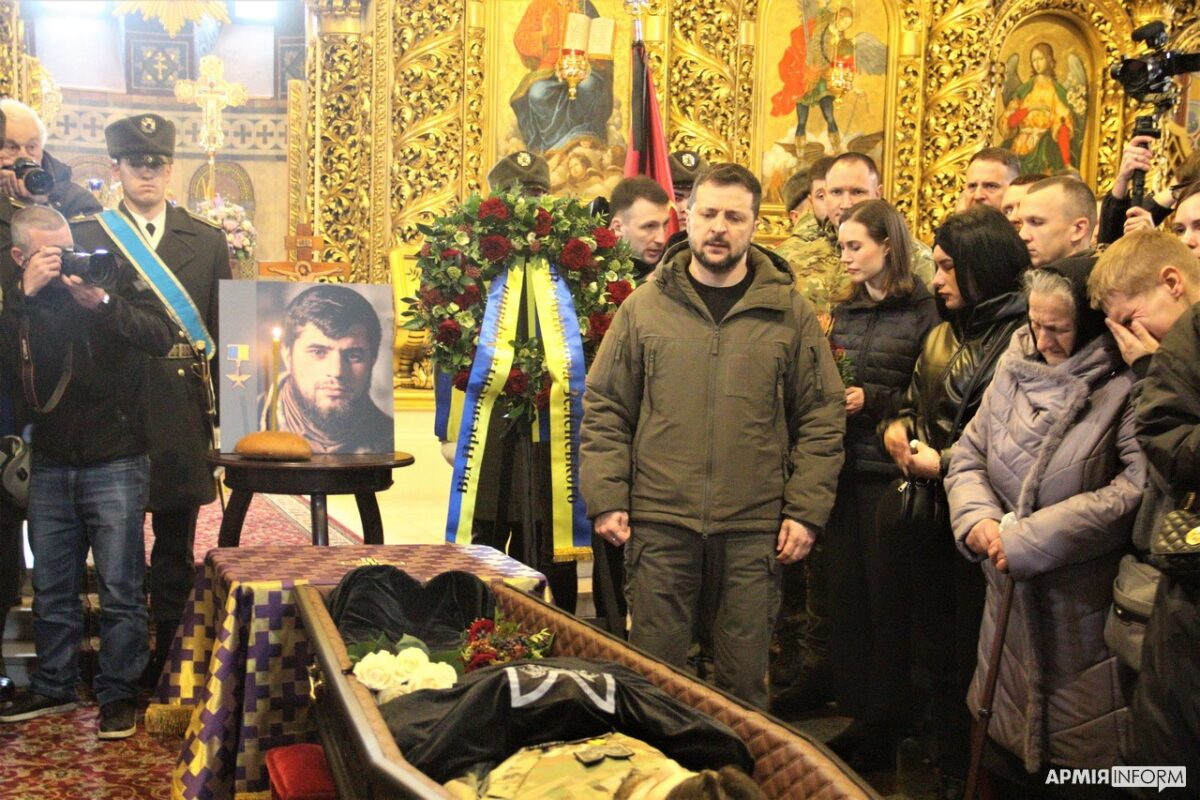
Prezident Volodymyr Zelenskyj u rakve během ceremonie v chrámu sv. Michala v Kyjevě

S Kocjubajlem se nejprve měli možnost rozloučit jeho nejbližší a sousedé během obřadu v obci Bovšiv v rodné Ivanofrankivské oblasti.
Hlavní ceremonie se ale odehrála 10. března 2023 v Kyjevě za účasti tisíců lidí a řady vysoce postavených smutečních hostů, včetně prezidenta Volodymyra Zelenského, finské premiérky Sanny Marin, ukrajinského ministra obrany Oleksije Reznikova, velitele Hlavního ředitelství rozvědky ministerstva obrany Ukrajiny Kyryla Budanova a náčelníka generálního štábu Valeryje Zalužného. Zádušní mše se konala v chrámu sv. Michala, kde prezident Zelenskyj také předal matce padlého vojáka vyznamenání Kříž za vojenské zásluhy.

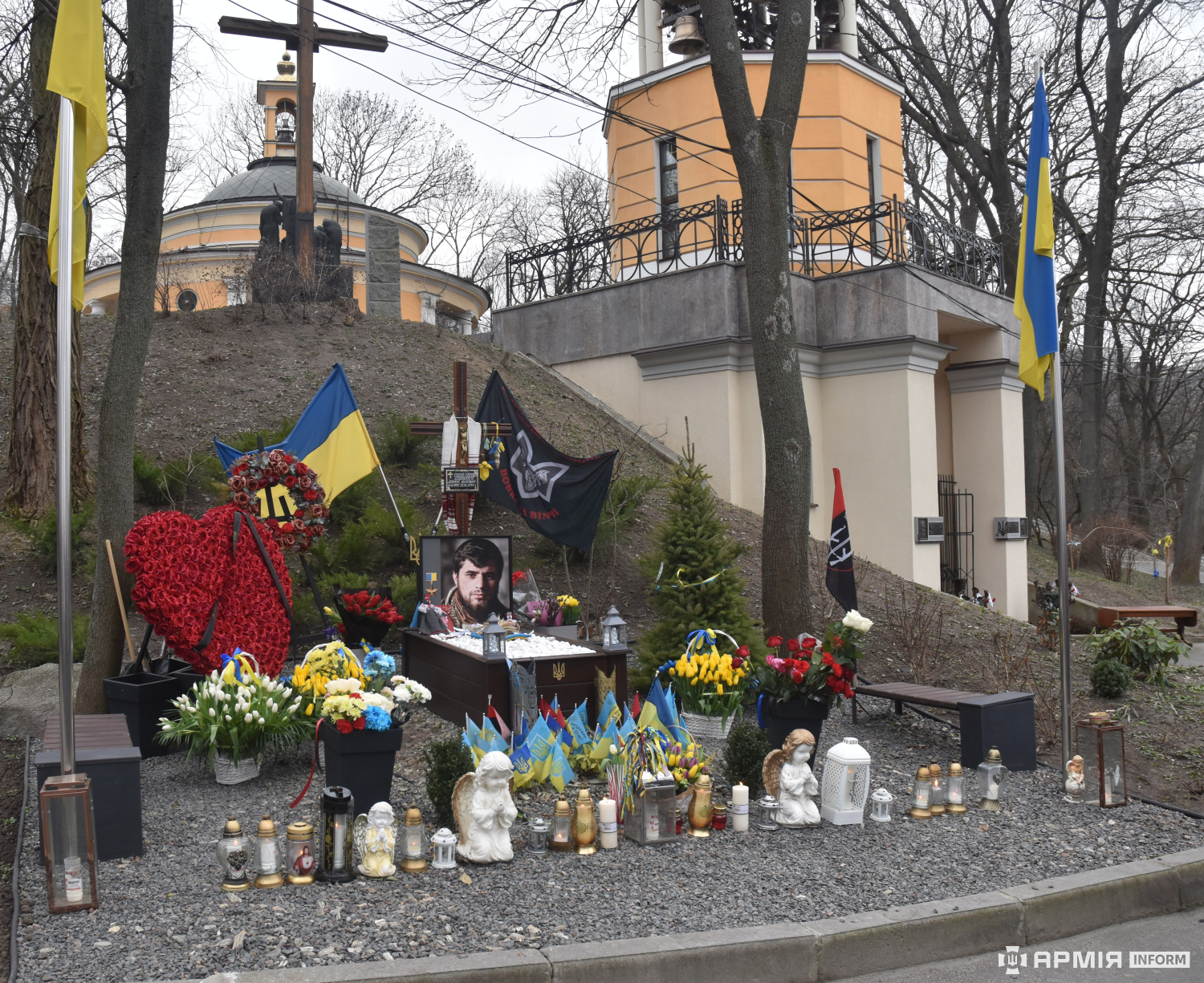
Místo posledního odpočinku poblíž Askodova hrobu, 7. března 2024

Po zádušní mši pokračovalo procesí nesoucí otevřenou rakev na hlavní kyjevské náměstí Majdan, kde mu mohla vzdát hold široká veřejnost. Zde také zazněly projevy ministra obrany a náčelníka generálního štábu, který mimo jiné ocenil rozhodnutí Da Vinciho a jeho spolubojovníků vstoupit po začátku plnohodnotné invaze do řad pravidelné armády.
K uložení ostatků došlo v rámci řecko-katolického obřadu poblíž tzv. Askoldova hrobu, památného parku kde má být pohřben kyjevský kníže Askold a uvažuje se o něm jako o místě pro vybudování pantheonu ukrajinských hrdinů. Na místě se v roce 2024 při prvním výročí smrti konala pietní akce rodiny a přátel a noví bojovníci praporu „Da Vinciho vlci“ zde skládali přísahu, což se má stát každoročně se opakující tradicí.

### Čestná pojmenování veřejných míst
Po Kocjubajlovi byla pojmenována řada veřejných míst v ukrajinských městech a obcích. Toto je přehled těch nejvýznamnějších, existují i další v malých obcích.
- Ulice Dmytra Kocjubajla „Da Vinciho“ v Kramatorsku – vznikla přejmenováním ulice Šmidta 19. dubna 2023[36]
- Fontána Hrdiny Ukrajiny Dmytra „Da Vinciho“ Kocjubajla a všech dobrovolníků rusko-ukrajinské války ve Lvově – slavnostně odhalena 21. dubna 2023[37]
- Ulice Dmytra Kocjubajla v Nikopolu – vznikla přejmenováním ulice Majakovského 30. května 2023[38]
- Ulice Dmytra Kocjubajla v Charkově – vznikla přejmenováním ulice Deržavinská 13. června 2023[39]
- Ulice Dmytra Kocjubajla v Ivano-Frankivsku – vznikla přejmenováním ulice Urožajna 15. června 2023[40]
- Ulice Dmytra Kocjubajla v Kupjansku – vznikla přejmenováním ulice Lermontova 9. září 2023[41]
- Ulice Dmytra Kocjubajla v Avdijivce – vznikla přejmenováním ulice Gagarina 19. prosince 2023[42]
- Náměstí Dmytra Kocjubajla v Dnipru – vzniklo pojmenováním bezejmenného prostranství u ulice D. Javronického 20. prosince 2023[43]
- Park Dmytra „Da Vinciho“ Kocjubajla v Kyjevě – Kyjevská městská rada rozhodla o vybudování nového parku na základě petice více než 20 tisíc občanů 2. března 2024.[44]

## Vyznamenání

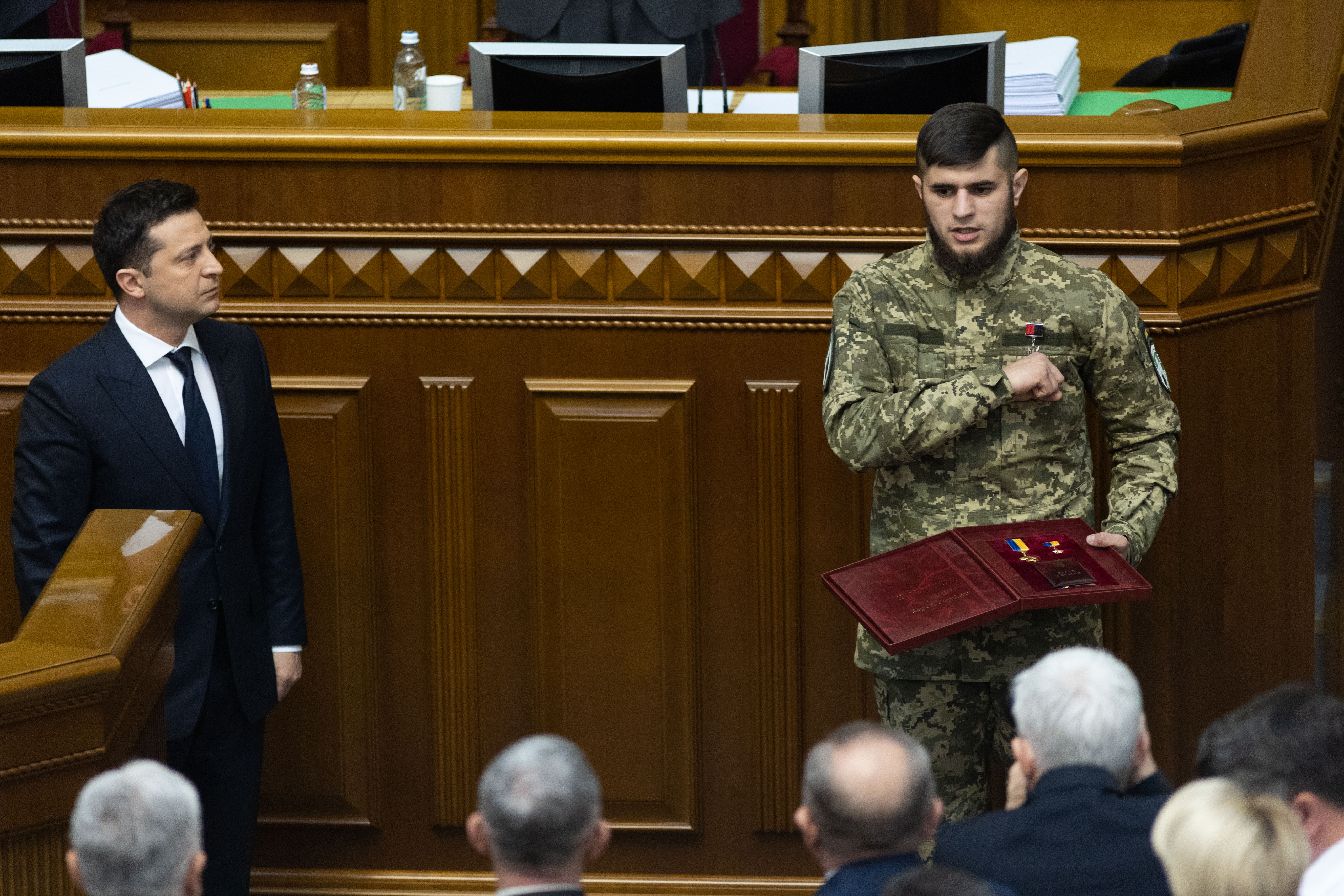
Přebírání vyznamenání Hrdina Ukrajiny v ukrajinském parlamentu, 1. prosince 2021

Dmytro Kocjubajlo obdržel několik státních vyznamenání a jedno nestátní ocenění. Některá z nich in memoriam.
- Řád „Lidový hrdina Ukrajiny“ (2017) – nestátní ocenění vzniklé z iniciativy novináře a dobrovolníka Andrije Boječka udělované na základě rozhodnutí komise složené z dobrovolníků, vojáků, lékařů a novinářů Ukrajincům i cizincům.[45]
- Hrdina Ukrajiny Řádu zlaté hvězdy (30. listopadu 2021) – „Za osobní odvahu projevenou při obraně státní suverenity a územní celistvosti Ukrajiny“[46]
- Kříž za vojenské zásluhy (9. března 2023, in memoriam) – „Za významné osobní zásluhy o ochranu státní suverenity a územní celistvosti Ukrajiny, nezištnou službu ukrajinskému lidu, věrnost vojenské přísaze.“[47]
- Odznak prezidenta Ukrajiny „Národní legenda Ukrajiny“ (23. 8. 2023, in memoriam) – „Za mimořádné osobní zásluhy o posílení státnosti Ukrajiny, ochranu vlasti a službu ukrajinskému lidu“[25]